# Diacritik
 (décembre 2021).
Pour l’article ayant un titre homophone, voir Diacritique.
Diacritik est un journal culturel en ligne fondé en 2015.

## Historique
Le journal en ligne est créé le 23 septembre 2015 par Christine Marcandier, Johan Faerber et Dominique Bry. La direction éditoriale est assurée, jusqu'en 2023 par Christine Marcandier, Johan Faerber, Dominique Bry, Simona Crippa et Jean-Philippe Cazier . En septembre 2023, Christine Marcandier suspend toute activité critique pour prendre la direction de "La Librairie du XXIe siècle" aux éditions du Seuil. Simona Crippa et Johan Faerber quittent Diacritik en janvier 2024. La direction éditoriale demeure assurée par Dominique Bry et Jean-Philippe Cazier.
Les membres de sa rédaction sont ou ont été journalistes, universitaires, artistes, scientifiques : Jacques Dubois, Christine Marcandier, Johan Faerber, Jean-Philippe Cazier, Jean-Christophe Cavallin, Gilles Bonnet, Marie-Odile André, Martin Rass, Christian Rosset, Aurélien Barrau, Arnaud Jamin, Kathleen Evin, etc.
Le journal se consacre à l'actualité culturelle et commente les discours sur la culture. Il publie quotidiennement des articles critiques sur l'actualité littéraire, cinéma, bande dessinée, séries télé, théâtre... (plus de 5300 articles au 6 juin 2021) en accès libre et sans publicité. 
Depuis sa création, le site est également partenaire de manifestations culturelles (Festival America, conférences au Centre Pompidou, soirées à la Maison de l'Amérique latine, Forum des Images, etc.).

## Ligne éditoriale
Diacritik se veut un laboratoire critique de la création contemporaine, par son analyse des publications et parutions récentes, ses dossiers et entretiens — dont des entretiens filmés disponibles sur la chaîne YouTube du journal — comme par la publication d'inédits littéraires, signés Jacques Roubaud, Joseph Andras, Jean-Luc Nancy, Amy Grace Loyd, etc. 
Le journal est engagé dans les débats actuels sur l'environnement, à travers sa rubrique Ecocritik et les tribunes d'Aurélien Barrau.